# Sheppard Solomon
Sheppard J. "Shep" Solomon, född 12 december 1969 i New York, New York, är en amerikansk låtskrivare. Han mest känd för att ha skrivit låtar till Daughtry, Paris Hilton, Ryan Cabrera, Kelly Clarkson, Britney Spears, Enrique Iglesias och Céline Dion.